# Drakengard (jogo eletrônico)
Drakengard, chamado no Japão de Drag-On Dragoon (ドラッグオンドラグーン, Doraggu on Doragūn), é um jogo eletrônico de RPG de ação desenvolvido pela Cavia e publicado pela Square Enix e Gathering. É o primeiro título da série Drakengard e foi lançado exclusivamente para o PlayStation 2 em setembro de 2003 no Japão, março de 2004 na América do Norte e maio de 2004 na região PAL. Uma versão para celulares Vodafone estreou em agosto de 2004. A história se passa durante uma guerra religiosa entre a União e o Império, seguindo Caim, um príncipe deposto da União, que forja um pacto com a dragão Angelus a fim de impedir que o Império destrua os selos mágicos que mantém o equilíbrio do mundo. A jogabilidade apresenta uma mistura de batalhas terrestres e combate aéreo, possuindo elementos RPG que tornaram-se padrão na série.
Takamasa Shiba e Takuya Iwasaki conceberam o jogo como um híbrido de Dynasty Warriors 2 e Ace Combat. Iwasaki originalmente seria o diretor, porém estava ocupado com outros trabalhos e assim o cargo ficou com Yoko Taro. O roteiro foi escrito por Yoko e a roteirista Sawako Natori, com o tom sombrio e sério sendo um contraste deliberado com outras séries populares de RPG japonês como Dragon Quest e Final Fantasy. A mitologia, mundo de jogo e desenho de personagens foram inspirados principalmente pelo folclore medieval da Europa Setentrional. A trilha sonora foi composta Nobuyoshi Sano e Takayuki Aihara, que inspiraram-se em música clássica e procuraram emular a jogabilidade e os temas da narrativa através da música.
Drakengard foi anunciado pela primeira Electronic Entertainment Expo de 2003. A equipe foi forçada por um conselho consultivo a fazer várias mudanças e alterações no conteúdo, algo que muito irritou Yoko. Mais cortes e censuras foram realizadas durante sua localização ocidental. O título teve vez na teve bons números de venda no Japão e recebeu resenhas mistas para positivas no ocidente: os críticos elogiaram a história e trilha sonora, porém criticaram os gráficos e a jogabilidade por ser repetitiva. Drakengard gerou a produção de materiais midiáticos adicionais na forma de romantizações e mangás, além de uma sequência chamada Drakengard 2, uma prequela intitulada Drakengard 3 e dois spin-offs: Nier e Nier: Automata.

## Jogabilidade
Drakengard é um RPG eletrônico de ação que possui três tipos de jogabilidade: missões terrestres, missões aéreas e livre navegação. É possível em alguns níveis trocar entre combates terrestres e aéreos. A jogabilidade terrestre envolve o controle do protagonista Caim. Ele tem acesso a três tipos de ataques: um corte de espada padrão, um ataque mágico e um ataque de arrancada que pode jogar inimigos no chão. O jogador tem acesso a até oito armas diferentes durante uma missão e pode trocá-las por meio de um menu. Elas ganham pontos de experiência por meio do uso e podem subir de nível quatro vezes. Apertar o botão de ataque repetidas vezes enquanto em combate aciona combos, com o apertar de um outro botão no meio do combo acionando um ataque especial que incapacita temporariamente unidades inimigas nas imediações. Também é possível pode mudar temporariamente para o controle de um aliado de Caim, que possui ataques similares mas que infligem maior dano. Estes aliados são adquiridos em níveis opcionais e só podem ser chamados um número limitado de vezes.
A dragão Angelus torna-se a personagem jogável nas missões de combate aéreo. Estes momentos envolvem ataques diretos contra vários alvos que precisar ser destruídos a fim de alcançar a vitória. Angelus ganha pontos de experiência por meio das batalhas, subindo de nível e sendo capaz de infligir mais danos. Chefões estão todos localizados nas fases aéreas. Angelus possui dois tipos de ataque: tiro livre que causa grande dano e disparos guiados que acertam vários alvos mas infligem menos dano. Angelus também pode realizar um ataque mágico especial capaz de danificar e destruir múltiplas unidades inimigas. Ela também pode ser usada para atravessar campos de batalha durante missões terrestres. Angelus também pode ser empregada em certas missões terrestres com o objetivo de atacar inimigos, com os controles sendo os mesmos que o combate terrestre. Pressionar o botão correspondente faz Caim desmontar Angelus.
E possível navegar pelo mundo e selecionar missões por meio de um mapa acessado entre os níveis. Um minimapa mostra localização de inimigos, com uma tela de mapa completa podendo ser acionada a fim de mostrar toda a área ao redor e os objetivos das missões. Os níveis de Drakengard são chamados de versos e são agrupados em treze capítulos. Cada nível tem um limite de tempo de uma hora para ser completado. Níveis normais são numerados, enquanto níveis adicionais são marcados com numerais romanos. O jogo possui cinco finais diferentes: o final normal e quatro finais adicionais que são desbloqueados caso certas condições são alcançadas, como a finalização de capítulos opcionais ou aquisição de certas armas.

## Sinopse

### Mundo
Drakengard se passa em um mundo de fantasia sombria medieval chamado Midgard. Este é protegido do caos pelos Selos, objetos conectados magicamente a uma mulher escolhida pela Deusa do Selo. Seres malévolos conhecidos como Observadores entrariam em Midgard e destruiriam a humanidade caso os selos e a Deusa sejam destruídos. Um elemento importante do mundo é a habilidade de um humano e uma fera formarem um pacto, um ritual que liga suas almas e lhes concedem poderes. Suas vidas ficam presas a esse pacto, com o humano pagando algum preço na forma de um atributo, como sua voz, visão ou capacidade de envelhecer. Durante os eventos do jogo, a União, que protege os selos, está envolvida em uma guerra religiosa com o Império, uma potência liderada por um culto que acredita que a destruição dos selos trará boa fortuna.

### Personagens
Os dois personagens principais são Caim, um príncipe deposto da União, e Angelus, uma dragão vermelha. Juntando-se aos dois em seções opcionais da história estão Leonard, um eremita que perdeu seus irmãos em um ataque do Império; Arioch, uma elfa levada à loucura pelo assassinato de sua família; e Seere, um jovem menino do império cujo vilarejo foi destruído por seguidores do culto. Outros personagens importantes são Furiae, irmã de Caim e a atual Deusa do Selo; Inuart, o ex-noivo de Furiae; Verdelet, um sacerdote encarregado de proteger a Deusa do Selo; e Manah, irmã de Seere, a líder do culto inimigo e principal antagonista do jogo.

### Enredo
Caim está no meio de uma batalha contra as forças do Império com o objetivo de proteger sua irmã. Ele acaba ferido, porém consegue entrar no castelo de Furiae e encontrar Angelus seriamente ferida após ser torturada. Caim e Angelus concordam em fazer um pacto a fim de se salvarem, mesmo não confiando um no outro. Furiae e Inuart seguem com Caim depois do ataque ser repelido, encontrando Verdelet em suas viagens. Inuart acaba capturado, torturado e sofre uma lavagem cerebral nas mãos de Manah, acabando por capturar Furiae por acreditar que ele poderá salvá-la de seu destino como Deusa e conquistar seu amor. Verdelet e Caim viajam para três selos, porém chegam tarde demais e os selos são destruídos. A União e o Império enfrentam-se em uma grande batalha e a União sai vitoriosa. Entretanto, as tropas sobreviventes da União são decimadas por uma força desconhecida enquanto os soldados do Império são ressuscitados. Caim e Angelus vão para uma fortaleza que apareceu no céu, onde descobrem que Furiae se matou e assim destruiu o último selo. Inuart vê o corpo morto dela e é libertado de sua lavagem cerebral.
Áreas opcionais permitem que Caim encontre e recrute Leonard e Seere, podendo também levar Arioch a fim de proteger outros de sua loucura. Jogar capítulos extras e o jogo mais vezes revelam detalhes adicionais sobre os personagens. A seclusão de Leonard se deu porque ele estava tentando suprimir sua pedofilia, com a culpa pela morte de seus irmãos vindo do fato que ele cedeu aos seus desejos e os deixou desprotegidos. A loucura de Arioch assume a forma do canibalismo de crianças na crença de que elas estariam a salvo dentro da própria Arioch. É revelado que Furiae tem sentimentos românticos por Caim, o que leva ao ciúmes de Inuart e o deixa vulnerável à influência de Manah. Esta revela os sentimentos de Furiae a Caim durante os eventos que levam ao terceiro final, o que o faz sentir repulsa; Furiae acaba se esfaqueando por causa dessa rejeição e da influência dos Observadores. Manah foi abusada por sua mãe quando criança, porém Seere nunca foi passou por isso e acaba sentindo culpa. O abuso e seu desejo por ser amada acabaram levando Manah a insanidade, com ela sendo escolhida como uma agente dos Observadores.
Há cinco finais possíveis. No primeiro, Caim e Angelus confrontam Manah e a derrotam. Ela pede para ser morta, porém Angelus diz que Manah precisa viver com seus crimes. A dragão em seguida se oferece como a nova Deusa do Selo. Enquanto Verdelet realiza o ritual, Angelus revela seu nome pela primeira vez a Caim antes de desaparecer. Este final leva aos eventos de Drakengard 2. O segundo final mostra Inuart usando um objeto mágico chamado de Semente da Ressurreição com o objetivo de reviver Furiae: ele é bem sucedido, porém a Semente a transforma em um monstro que mata Inuart. Caim é forçado a destruir Furiae, porém clones dela são produzidos por outras Sementes a fim de destruírem a humanidade. No terceiro final, após o suicídio de Furiae, Caim e Angelus impedem Inuart de ressuscitá-la e confrontam Manah, que é morta por outro dragão. Os dragões passam a ir atrás da humanidade para destruí-la, com Angelus quebrando seu pacto com Caim e lutando contra ele até a morte. Caim então prepara-se para morrer enfrentando outros dragões. No quarto final, o grupo salva Furiae e conseguem perceber o tamanho da insanidade de Manah, com Seere usando seu pacto com um golem para matar a irmã. Caim, Seere, Leonard e Arioch escapam da fortaleza em colapso enquanto Furiae e Inuart são mortos. Os Observadores descem sobre a capital imperial, com Leonard e Arioch sendo mortos. Um monstro rainha gigante aparece na cidade e mata Caim e Angelus, porém Seere usa seu poder para selar a cidade e os Observadores dentro de uma zona sem tempo por toda a eternidade. No quinto final, Caim e Angelus atacam a rainha e os três desaparecem dentro de um portal. Eles emergem em Tóquio dos dias atuais e conseguem derrotar o monstro, porém Caim e Angelus são derrubados por dois caças. Este final leva aos eventos de Nier.

## Desenvolvimento
A ideia original de Drakengard foi criada por Takamasa Shiba e Takuya Iwasaki enquanto ambos trabalhavam na Cavia. Ele foi concebido como um jogo de batalha área similar a Ace Combat. Este foi o primeiro trabalho de Shiba como produtor. A equipe de desenvolvimento foi chamada internamente de "Projeto Dragonsphere". Batalhas terrestres também foram incorporadas ao jogo enquanto a produção progredia devido ao sucesso no Japão de Dynasty Warriors 2. Foi extremamente difícil criar a transição da jogabilidade terrestre para a aérea pois a equipe encontrou problemas com o PlayStation 2. Jun Iwasaki, então presidente e diretor executivo da Square Enix USA, descreveu Drakengard como um "híbrido perfeito de gêneros", citando sua história e jogabilidade como motivos pelo qual seria aproveitado por jogadores que desejavam um "jogo de ação mais profundo". Shiba comentou anos depois que a Cavia não tinha experiência com jogos de ação, dessa forma o título não ficou no mesmo nível que seus contemporâneos. As cenas de batalha foram inspiradas em filmes como The Mummy, The Scorpion King e Dragonheart, além de longas épicos asiáticos. Tayuka Iwasaki originalmente seria o diretor, porém não pode desempenhar a funções por estar comprometido com outros projetos, assim a posição ficou com Yoko Taro. Yosuke Saito trabalhou como programador, posteriormente também participando de todas as sequências e spin-offs de Drakengard em diversas funções.
O mundo de jogo, mitologia e paisagens foram inspirados principalmente no folclore da Europa Setentrional, enquanto outros elementos foram tirados do revisionismo japonês. Shiba afirmou que várias partes da história e do mundo foram criados para possuírem um tom sombrio, triste e sério, um contraste deliberado com as séries Dragon Quest e Final Fantasy. O tema de sentimentos românticos entre irmãos, um dos principais tópicos da narrativa, foi inspirado pela série de anime Sister Princess. Outra série que serviu de inspiração para a equipe foi Neon Genesis Evangelion, com uma comparação sendo traçada entre as duas obras ao redor que elas têm premissas comuns, mas elementos narrativos sombrios escondidos em seu conteúdo. O tema centra da narrativa é imoralidade, que foi demonstrado pela roteirista Sawako Natori por meio dos personagens. Vários finais foram criados porque foi dito a Yoko que uma sequência não seria produzida. As histórias dos personagens foram concebidas por Yoko e Iwasaki: o primeiro cuidou de Seere, Leonard e Arioch; já o segundo ficou com Verdelet, Inuart e Caim. Natori admitiu anos depois que sentiu-se envergonhada de seu roteiro quando ouviu suas falas sendo gravadas por Sōta Murakami e Natsuki Yamashita, os dubladores de Seere e Manah.
O protagonista Caim tinha a intenção de ser uma examinação do típico herói de jogo de ação, com Yoko achando que ele não deveria ter um final feliz em uma história focada em violência. A natureza da relação de Caim e Angelus passou por várias mudanças durante o desenvolvimento: o diretor concebeu a relação como parasitiva, porém Iwasaki queria criar um tipo diferente de romance, então escreveu uma espécie de história de amor para os dois. Ambos os personagens foram interpretados por Shinnosuke Ikehata: ele originalmente foi escalado para fazer apenas Caim, porém sua versatilidade também lhe rendeu o papel de Angelus. Furiae foi projetada por Yoko como uma explicação para a rivalidade de Caim e Inuart, além de uma representação de seu desgosto pessoal pelo tipo de personagem esquecível que ela representava. A relação entre Caim e Furiae, como também seus destinos finais, foi a resposta do diretor para o final feliz padrão encontrado na maioria dos RPGs eletrônicos da época, algo que ele achou que não se encaixava com um protagonista que matou centenas em sua missão. O segundo final foi inspirado por isso e por seu desgosto a Sister Princess. Caim e Furiae foram baseados respectivamente nos personagens Guts de Berserk e Rei Ayanami de Neon Genesis Evangelion, com Caim recebendo o codinome de "Guts" durante o desenvolvimento.
Inuart originalmente foi pensado como o protagonista, com ele sendo um "herói inútil". Uma cena importante no jogo, em que ele confronta Caim pela primeira vez, tornou-se um dos meios pelo qual Yoko conseguiu projetar propriamente sua visão sobre o mundo. Verdelet foi representado como o "ancião desprezível", que não se importa com mais ninguém além de si mesmo: sua personalidade tinha a intenção de ser tanto ineficiente quanto autoritária, mesmo diante de uma catástrofe. O papel de Manah foi projetado para representar a criança não amada. O quinto final foi criado como uma brincadeira do ao estilo da série Silent Hill, além de ser uma virada inesperada para jogadores esperando um tom mais positivo depois dos finais anteriores. O título deste final, "The End of a Dragon Sphere", foi uma homenagem ao filme The End of Evangelion.
Os desenhos dos personagens foram feitos por Kimihiko Fujisaka. Drakengard foi seu primeiro trabalho como desenhista de personagens: seus desenhos foram fortemente baseados na estética medieval europeia sentetrional. Ele imaginou-se que fora enviado de volta no tempo a fim de poder conseguir alcançar essa estética. Seus desenhos também foram inspirados em personagens das séries Final Fantasy e Dragon Quest. Caim foi um dos primeiros personagens criados. Fujisaka incorporou uma armadura pesada no desenho de Inuart para que ele deixasse uma impressão mais forte nos jogadores. Seu papel no enredo e aparência final foram baseados na ideia de que ele seria o rival de Caim. O desenho do dragão negro, o parceiro de pacto de Inuart, originalmente não impressionou Shiba, que considerou cortá-lo do jogo final. As roupas vermelhas de Manah foram projetadas para evocar tanto sua posição como a cor chave do jogo, quanto sua posição como líder do Culto dos Observadores. Shiba aprovou o desenho, achando que contrastava muito bem com a aparência predominantemente branca de Furiae. Fujisaka também ajudou na criação da forma monstro de Furiae. Ele comentou anos depois que ficou insatisfeito com seu trabalho em Drakengard, principalmente em relação a Caim. Os monstros do jogo foram desenhados por Taro Hasegawa.

### Música
Nobuyoshi Sano e Takayuki Aihara foram os compositores de trilha sonora de Drakengard. O processo de criação começou com Aihara selecionando trechos de músicas clássicas para que em seguida ele e Sano as rearranjassem, remixassem e sobreporem essas peças de vários jeitos diferentes. Seu principal objetivo era criar uma música que emulasse a jogabilidade hack-and-slash do jogo, além de sua história sombria e o tema geral da narrativa de "insanidade". A trilha tinha a intenção de ser tanto "experimental" quanto "expressionista" em vez de "comercial". Todas as faixas do jogo foram tocadas por uma orquestra. A equipe que trabalhou na música também tinha trabalhado na série Tekken, procurando emular a música da Europa Setentrional. A trilha sonora do filme The Exorcist foi uma das trilhas que Sano e Aihara se inspiraram na hora de trabalharem em Drakengard. A canção tema "Exhausted" (尽きる, Tsukiru) foi composta por Sano, com letras de Natori, e cantada por Eriko Hatsune.
A música de Drakengard foi lançada em vários álbuns diferentes. A trilha sonora foi originalmente lançada em dois volumes separados, intitulados Drag-On Dragoon Vol. 1 e Drag-On Dragoon Vol. 2, em 22 de outubro e 21 de novembro de 2003, respectivamente. A trilha foi relançada em um único álbum contendo dois discos no dia 20 de abril de 2011. Houve também um álbum de compilação intitulado Drag-On Dragoon Chips Music que estreou em 19 de dezembro de 2013, contendo uma seleção de faixas de Drakengard, Drakengard 2 e Nier remixadas como chiptunes. Além disso, este álbum incluía também uma versão de "Exhausted" no piano.

## Lançamento
Um conselho consultivo pediu a equipe durante o desenvolvimento que vários ajustes e mudanças fossem realizadas em relação ao conteúdo de Drakengard. Isto irritou tanto Yoko que ele decidiu na época não se envolver em outro título da série. Drakengard foi exibido pela primeira vez ao público ocidental na Electronic Entertainment Expo de 2003. O jogo passou por várias mudanças para seu lançamento ocidental. O título original Drag-On Dragoon fora escolhido por sua sonoridade, porém não foi considerado muito bom para o mercado ocidental, dessa forma foi alterado para Drakengard. Além disso, alguns dos temas mais maduros, como referências a incesto e tabus sexuais, foram censurados na localização ocidental. Ele também passou por grandes depurações e alterações nos ângulos de câmera antes de sua estreia europeia. Enquanto a Square Enix publicou o título no Japão e América do Norte, a Take-Two Interactive foi escolhida para ser a publicadora na Europa e Austrália. Uma conversão portátil estava nos planos da Square Enix para poder entrar no mercado de jogos para celulares europeu. Este foi co-desenvolvido pelo estúdio britânico Macrospace como parte de uma colaboração entre a Vodafone e Square Enix, sendo projetado para o serviço Vodafone live!. Drakengard foi lançado primeiro na Alemanha, em seguida no Reino Unido, Espanha e Itália.

## Recepção

### Crítica
Drakengard foi bem recebido por publicações como a PlayStation: The Official Magazine, IGN e Game Informer logo depois de ser anunciado na Electronic Entertainment Expo de 2003, com os principais pontos de elogio sendo sua história promissora e mistura de gêneros de jogabilidade. O título teve uma recepção positiva no Japão, com a revista Famitsu dando uma nota 29/40. No ocidente, a recepção foi principalmente mista, com o site agregador de resenhas Metacritic, que cria uma nota a partir de uma média aritmética ponderada, apontando uma aprovação de 63/100 baseado em 55 críticas.
A história foi o aspecto mais elogiado de todo o jogo. Jeremy Dunham da IGN disse que esta era o "ponto forte" do título, elogiando os temas espinhosos explorados e o equilíbrio alcançado entre fantasia e realidade. Ele também gostou dos vários paralelos com Neon Genesis Evangelion. A Computer and Video Games falou bem da "maturidade e perspicácia dos diálogos e desenrolar da trama", comentando que esta ficava no mesmo nível que outros RPGs da Square Enix da época. Adam Jarvis da VideoGamer.com elogiou o estilo narrativo de Drakengard, dizendo que "é profundo o suficiente para te manter interessado por todo o jogo, apesar de ficar arrastado em vários pontos". Greg Kasavin da GameSpot disse que "mesmo com a história tendo um ritmo estranho e algumas vezes difícil de acompanhar, ela torna-se um dos principais fatores motivadores por querer ir até o final do jogo".
Os gráficos foram recebidos de forma mista. Kasavin escreveu que eram "decentes mas, por fim, não muito bons". Ele criticou os ambientes como sem graça e que os movimentos dos inimigos e Caim eram ruins, porém elogiou o desenho dos dragões. A Game Informer foi mais positiva, elogiando os detalhes gráficos, cutscenes e o visual dos inimigos, porém criticou problemas de contagem de quadros e o aparecimento de elementos do cenário do nada. Jarvis gostou do desenho dos personagens principais, porém citou o desenho repetitivo de inimigos e ambientes sombrios como elementos que distraíam. Dunham elogiou as aparências dos personagens e dos monstros, além das cutscenes em full motion video, mas não gostou das aparências repetitivas de inimigos, ambientes brandos e pequena renderização de distância. A Computer and Video Games também elogiou os full motion videos.
A reação ao áudio foi mista para positiva. Dunham elogiou a maior parte da dublagem feita predominantemente com atores britânicos, porém disse que a música era um ponto "decepcionante". A Game Informer citou o baixo número de faixas musicais e dublagem "tirada de um festival renascentista" como as piores partes do jogo como um todo. Kasavin gostou da dublagem e afirmou que a música era "o aspecto mais intenso e desesperador do jogo". Jarvis foi mais positivo, elogiando o desenho sonoro das batalhas, a maior parte da dublagem e a música, que "ajudou a criar uma atmosfera apropriadamente sombria".
A recepção da jogabilidade foi mista para negativa, com Dunham dizendo que ela sofria dos mesmos problemas que seus jogos derivativos apesar de seu entretenimento, enquanto Jarvis falou que as opções da jogabilidade eram "bem limitadas". A Computer and Video Games elogiou os segmentos aéreos da jogabilidade, afirmando que era a parte mais divertida, também achando que o combate padrão servia para embelezar a "personalidade de arrebentar do protagonista, fazendo dele mais do que apenas um cavaleiro de dragão anônimo". A principal crítica foi contra a repetição da jogabilidade. Kasavin foi bem crítico, escrevendo que a jogabilidade fez do processo de jogar ficar trabalhoso e distraia da história principal. A Game Informer escreveu que a jogabilidade era "divertida, mas [faltando] qualquer coisa parecida com profundidade.

### Vendas
Drakengard vendeu mais de 122 mil unidades em sua semana de estreia no Japão, tirando Mobile Suit Gundam: Encounters in Space da primeira posição dos mais vendidos. Ele já tinha vendido 241 mil cópias até o final de 2003. A Famitsu afirmou que foi o quinquagésimo título mais bem vendido no Japão em 2003, tendo vendido bem o bastante para fazer parte da série Ultimate Hits da Square Enix, relançamento de jogos populares. A equipe atribuiu os bons números de vendas a sua história cinematográfica e similaridade com a franquia Dynasty Warriors. Na Europa, Drakengard vendeu 110 mil unidades até novembro de 2004.

## Legado
Drakengard recebeu duas romantizações escritas por Jun Eishima e Takashi Aizawa: Side Story e Magnitude "Negative", respectivamente. Os eventos do jogo foram recontados em uma história especial intitulada Drakengard 1.3, que foi continuado pelo mangá spin-off Shi ni Itaru Aka. Jahanzeb Khan da Hardcore Gamer escreveu em março de 2014 que o jogo foi uma espécie de precursor a série de televisão Game of Thrones no quesito da abordagem de temas tabus e violência. Drakengard foi considerado um sucesso suficiente para que a Square Enix encomendasse a produção de uma sequência. Shiba retornou como produtor para Drakengard 2, que estreou em 2005, porém Yoko não retornou e foi substituído na direção por Akira Yasui, algo que resultou em várias alterações temáticas.
Uma tentativa de criar um terceiro título para a série acabou resultando no spin-off Nier, que mantém conexões e temáticas em comum com a série principal. Nier se passa milhares de anos no futuro após os eventos do quinto final de Drakengard. A Cavia foi absorvida AQ Interactive pouco depois do lançamento de Nier em 2010, com uma tentativa de Shiba de produzir um novo título da franquia falhando. Uma prequela intitulada Drakengard 3 acabou sendo produzida e lançada em 2013, tendo a volta de vários membros da equipe original incluindo Yoko. Uma sequência de Nier era de interesse dos desenvolvedores, porém foi barrada pela Square Enix devido às baixas vendas. A recepção positiva do título com os fãs fez a Square Enix reconsiderar e aprovar o desenvolvimento de Nier: Automata.